# Luhong Jiang
Luhong Jiang är ett vattendrag i Kina. Det ligger i provinsen Hunan, i den södra delen av landet, omkring 230 kilometer sydväst om provinshuvudstaden Changsha.
Genomsnittlig årsnederbörd är 1 811 millimeter. Den regnigaste månaden är maj, med i genomsnitt 262 mm nederbörd, och den torraste är oktober, med 26 mm nederbörd.